# 徳川宗将
徳川 宗将（とくがわ むねのぶ）は、和歌山藩の第7代藩主。

## 生涯
享保5年（1720年）2月30日、先代藩主・徳川宗直の長男として江戸青山御殿にて生まれる。幼名は直松。宝暦7年（1757年）、父の死去により家督を継いだが、藩政に対しては消極的であった。仏教に帰依し、日蓮宗を激しく排撃したと伝わる。
明和2年（1765年）2月25日、江戸赤坂の和歌山藩邸にて死去した。享年46（満45歳没）。長保寺に埋葬された。家督は次男の重倫が継いだ。
和歌山藩主としての治世は7年6か月であり、この間の江戸参府1回、和歌山帰国1回、和歌山在国の通算は6年であった。

## 官歴
※日付＝旧暦　墓所：和歌山県海南市の慶徳山長保寺
- 1720年（享保5年）2月30日 - 誕生。幼名は直松
- 1729年（享保14年）閏9月28日 - 元服。元紀伊藩主で将軍の徳川吉宗より偏諱を授かり宗将（｢将｣は初代頼宣の初名に由来）と名乗る。従四位下・常陸介に叙任。
- 1731年（享保16年）11月15日 - 従三位に昇叙し、右近衛権中将に転任。
- 1742年（寛保元年）8月7日 - 参議に補任。
- 1757年（宝暦7年）
  - 8月7日 - 家督相続し、藩主となる。
  - 12月1日 - 権中納言に転任。
- 1765年（明和2年）2月25日 - 薨去。法名は菩提心院殿三品前黄門和願愍生大居士。

## 系譜
- 父：徳川宗直
- 母：服部氏（永隆院）
- 兄弟
  - 徳川治貞
  - 松平頼央
  - 松平信有
  - 内藤貞幹
- 正室：徳子（今出川公詮の娘）
  - 長男：直松
  - 長女：千間姫 - 前田重教正室
  - 次女：琴姫 - 池田重寛と婚約
  - 三男：門之進
  - 五男：松平頼興
  - 四女：逸姫
  - 七男：松平忠功
- 継室：高子（一条兼香の娘）
- 側室：吉田氏
  - 次男：徳川重倫
  - 三女：致姫 - 松平重富正室
  - 四男：内藤学文
- 側室：前田氏
  - 六男：松平頼謙
- 側室：村上氏
  - 五女：従姫 - 徳川治行正室
  - 八男：三浦為脩
  - 十男：安藤道紀
  - 十一男：阿部正由
- 側室：植田氏
  - 九男：松平忠和